# Пішний
Пішни́й (каз. Пешной) — колишнє село у складі Атирауської міської адміністрації Атирауської області Казахстану. Входило до складу Дамбинського сільського округу. Ліквідоване у 2013 році.